# Xã Milton, Quận Wayne, Ohio
Xã Milton (tiếng Anh: Milton Township) là một xã thuộc quận Wayne, tiểu bang Ohio, Hoa Kỳ. Năm 2010, dân số của xã này là 9.376 người.